# Wat Phra That Chedi Luang
De Wat Phra That Chedi Luang (Thai: วัดพระธาตุเจดีย์หลวง) is een chedi in Chiang Saen in Thailand. De chedi heeft een achthoekig platform en is gebouwd in 1290 door koning Saen Phu. Bij de Wat Phra That Chedi Luang is een kleine markt.